# Warmenhuizen

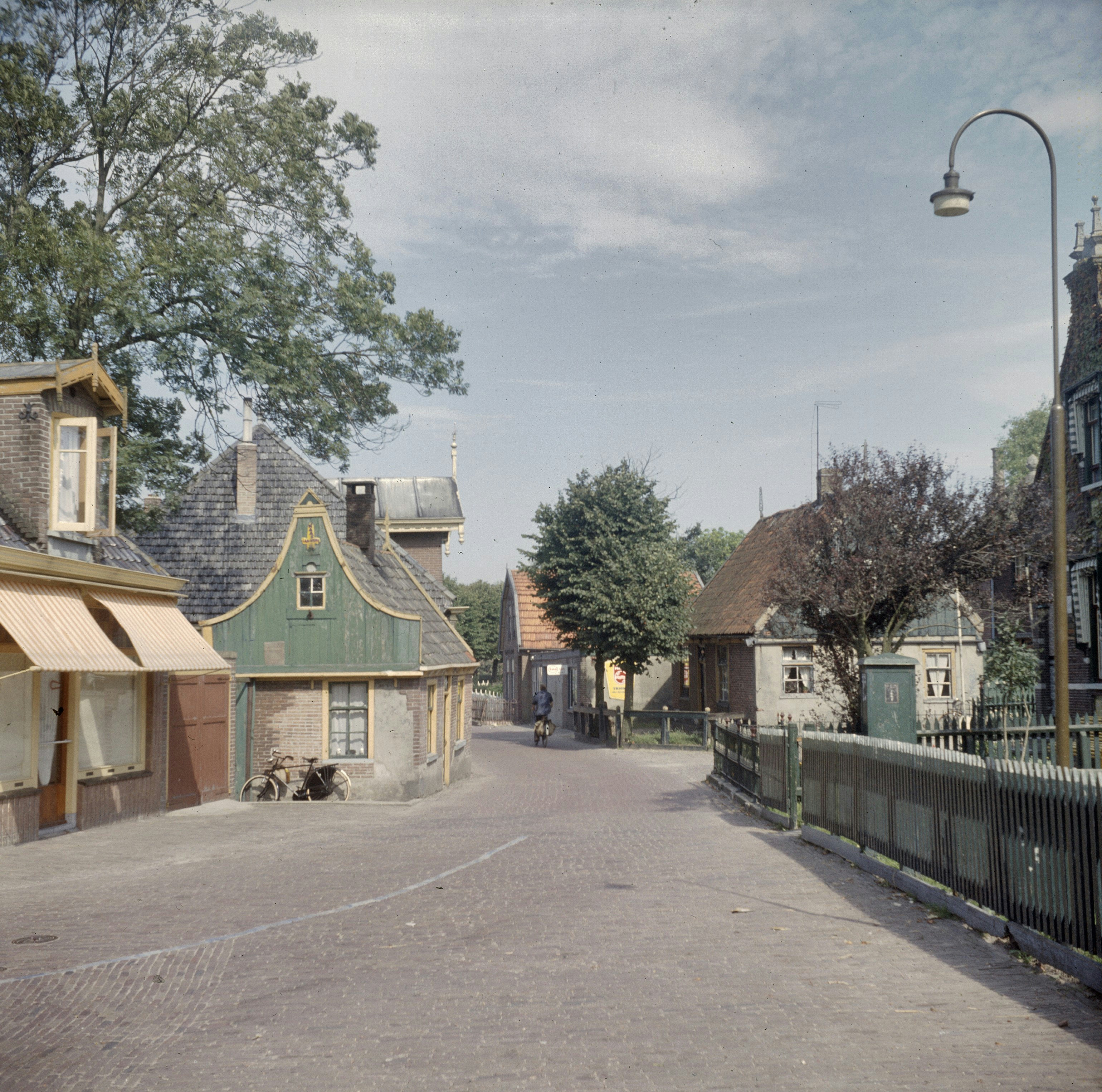
Warmenhuizen in una foto del 1958

Warmenhuizen  (in frisone occidentale: Warmehui'ze o Wermehúze) è un villaggio di circa 6.200 abitanti del nord-ovest dei Paesi Bassi, facente parte della provincia dell'Olanda Settentrionale e situato nella regione della Frisia Occidentale. Dal punto di vista amministrativo, si tratta di un ex-comune, dal 1990 accorpato alla municipalità di Harenkarspel e dal 2015 alla municipalità di Schagen.

## Geografia fisica
Warmenhuizen si trova tra Alkmaar e Sint Maarten (rispettivamente a nord della prima e a sud della seconda), a pochi chilometri dalla costa che si affaccia sul Mare del Nord.

## Storia

### Simboli
Lo stemma di Warmenhuizen è costituito da righe di colore bianco e rosso.
Questo stemma è derivato da quello dei signori di Egmond, che governarono la locale signoria quasi ininterrottamente dal 1290 al 1607.

## Monumenti e luoghi d'interesse
Warmenhuizen vanta 12 edifici classificati come rijksmonumenten .

### Architetture religiose

#### Chiesa di Sant'Orsola
Principale edificio religioso di Warmenhuizen è la chiesa di Sant'Orsola, situata nella Dorpsstraat e risalente al XIII secolo.

### Architetture civili

#### De Grebmolen
Altro edificio d'interesse è il Grebmolen, un mulino a vento situato nella buurtschap di Schoorldam e risalente al 1875.
|  |

## Società

### Evoluzione demografica
Nel 2011, la popolazione stimata di Warmenhuizen è pari a 6.280 abitanti, di cui 3.125 sono uomini e 3.035 donne.

## Geografia antropica

### Suddivisioni amministrative
Villaggi
- Krabbendam

Buurtschappen
- Schoorldam (parte)
- Zijpersluis (parte)